# Ulrich von Schlippenbach

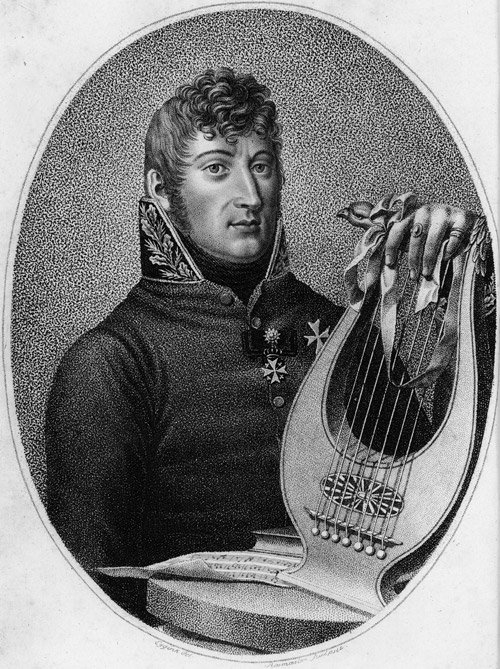
Ulrich von Schlippenbach (1774–1826)

Ulrich Hermann Heinrich Gustav Freiherr von Schlippenbach (* 18. Mai 1774 auf dem Gut Groß-Wormsahten (bei Schrunden), Herzogtum Kurland und Semgallen; † 20. März 1826 in Mitau) war ein deutsch-baltischer Dichter, Schriftsteller und Herausgeber in der Epoche der Romantik.

## Leben
Schlippenbach wurde 1774 auf dem väterlichen Gut Groß-Wormsahten in Kurland geboren. Der Vater Carl Heinrich von Schlippenbach (1736–1803) war Erbbesitzer der Güter Groß-Wormsahten und Alschhof und hatte als Hauptmann im preußischen Heer am Siebenjährigen Krieg teilgenommen. Während dieser sich auf die Landwirtschaft konzentrierte, war es seine gebildete Mutter Wilhelmine Henriette von Blomberg (1754–1797), die die geistige Entwicklung des Sohnes beeinflusste. 1789 besuchte Schlippenbach die Academia Petrina in Mitau, eine Mischung aus Gymnasium und Hochschule. Karl August Kütner, einer seiner Professoren, erkannte Schlippenbachs Begabung und ermunterte ihn zu dichterischen Versuchen. In dem Streit zwischen dem Adel und dem Herzog Peter, der damals Kurland erregte, nahm Schlippenbach lebhaft für seine Standesgenossen Partei und ließ sich dazu hinreißen, das Bild des Herzogs in der Aula der Akademie mit dem Degen zu durchstoßen. Für dieses Vergehen relegiert, wechselte er 1790 zur Albertus-Universität Königsberg und hörte hier auch Immanuel Kant, beschäftigte sich aber meist mit poetischen Versuchen, die ihn bald in weiteren Kreisen bekannt machten und seine Aufnahme in die Deutsche Gesellschaft bewirkten.
Mehr als durch alle seine Lehrer fühlte er sich durch den vertrauten Umgang mit Zacharias Werner gefördert, der an seinen dichterischen Bestrebungen lebhaften Anteil nahm. 1791 ging Schlippenbach nach Leipzig, wo er ein eifriger Besucher der Vorlesungen von Ernst Platner und Karl Heinrich Heydenreich war. Daneben studierte er, wenn auch ohne besondere Neigung, die Rechte. Als der russische Feldzug gegen Polen 1794 begann, trat er in russische Kriegsdienste, blieb darauf nach Beendigung des Krieges eine Zeitlang in der Garde zu Petersburg, nahm aber nach dem Tod von Katharina II. 1796 seinen Abschied und kehrte nach Kurland zurück.
Hier übernahm er die Verwaltung des väterlichen Gutes und vermählte sich mit Amalie von Medem (1775–1846). 1799 wurde er Landnotarius des Piltenschen Kreises und war 1800 Mitglied der Kommission, die aus Deputierten der verschiedenen Ritterschaften zum Zwecke der Beratung über die Gründung einer Universität in den Ostseeprovinzen gebildet worden war. 1807 wurde er zum Landrat des Piltenschen Kreises erwählt. Der Piltensche Kreis oder das Stift Pilten gehörte damals politisch nicht zum Herzogtum Kurland, sondern war eine selbständige Adelsrepublik, die unmittelbar unter der polnischen Krone stand. Die Leitung des Kreises lag in den Händen eines Landratskollegiums, das zugleich die oberste Justizbehörde war, und seinen Sitz in Hasenpoth hatte. Schlippenbach lebte hier in den angenehmsten Verhältnissen, genoss das schönste Familienglück und gab sich in den ihm reichlich vergönnten Mußestunden ganz dichterischer Beschäftigung hin. Einzelne Gedichte von ihm erschienen in einheimischen Blättern wie der Ruthenia, andere in auswärtigen, so in der Zeitung für die elegante Welt, im Morgenblatt, in der Dresdner Abend-Zeitung und in Beckers Erholungen. Schlippenbach war 1814 Mitglied der Kommission zur Verbesserung des Zustandes der Bauern, welche die Vorbereitung zur Aufhebung der Leibeigenschaft in den Ostseeprovinzen treffen sollte, wobei er selbst schon längst ein Gegner der Leibeigenschaft war.
Als 1818 das Piltensche Landratskollegium aufgelöst und der Kreis mit Kurland vereinigt wurde, ging Schlippenbach als Rat des kurländischen Oberhofgerichts nach Mitau, wo er seine letzten, durch häufige Kränklichkeit getrübten Tage verbrachte. Im Sommer verweilte er meist auf seinen Gütern Ulmahlen und Jamaiken. In seinem Hause bildete er den Mittelpunkt heiterer, angeregter Geselligkeit. Sein lebhafter Enthusiasmus für Freundschaft war ganz im Geiste jener Tage und in der geistreichen, witzsprühenden Unterhaltung mit seinen Freunden fühlte er sich am glücklichsten. Am 20. März 1826 beschloss er zu Mitau im vollen Bewusstsein des nahenden Endes sein Leben.

## Poet und Herausgeber
Schlippenbach gründete ein eigenes Organ für alle poetischen Kräfte der baltischen Heimat. Er gab zu diesem Zweck die „Kuronia, eine Sammlung vaterländischer Gedichte“ heraus, von der drei Sammlungen 1806–1808 in Mitau erschienen, an die sich als vierte „Wega, ein poetisches Taschenbuch für den Norden“, Mitau 1809, anschloss. Eine Sammlung seiner Gedichte gab Schlippenbach 1812 in Mitau heraus, die jedoch bei weitem nicht alles enthält, was er vorher veröffentlicht hatte. Nach seinem Tode ist dann eine zweite Sammlung unter dem Titel; „Nachgelassene Gedichte“ 1828 gedruckt worden. Schlippenbach war in seiner Zeit der gefeiertste Dichter der baltischen Provinzen. Es gab keine festliche Gelegenheit, sei es die Eröffnung eines Theaters, die Begrüßung hoher Gäste, die Jubiläumsfeier verdienter Männer, kein frohes Ereignis im Kreise seiner Familie oder seiner Freunde, bei welchem Schlippenbach nicht freiwillig oder aufgefordert in die Saiten seiner Leyer griff. Dass es ihm fast immer gelang, etwas Sinniges, Ansprechendes, häufig Schwungvolles und Gedankenreiches in dichterischer Form bei solchen Gelegenheiten zu sagen, beweist am besten, dass er eine wirklich poetische Natur war. 1815 initiierte Schlippenbach die Gesellschaft für Literatur und Kunst in Mitau.
Mit den deutschen belletristischen Zeitschriften blieb er fortwährend in Verbindung und stand in lebhaftem Briefwechsel mit vielen deutschen Dichtern und Schriftstellern, namentlich mit Friedrich Perthes pflegte er eifrigen Gedankenaustausch. Schlippenbach war ein begeisterter Verehrer Jean Pauls und ein leidenschaftlicher Anhänger der Romantiker. Er las nicht nur alle neuen Erscheinungen dieser Richtung, er verbreitete sie auch eifrig im Kreise seiner Bekannten. Goethe übte auf ihn geringere Wirkung aus, dagegen hing er an Schiller mit begeisterter Bewunderung. Dieser und Friedrich von Matthisson haben am meisten auf seine Dichtung eingewirkt. Sie ist vorzugsweise Reflexionspoesie; das eigentlich lyrische Element tritt nur selten hervor und ein eigentliches Lied ist ihm kaum je gelungen. Die Einwirkung der Romantik zeigt sich fast nur in der Wahl des Stoffes und in der Färbung der Stimmung, nur höchst selten in der Form.
Von seinen übrigen Schriften seien hier hervorgehoben: „Malerische Wanderungen durch Kurland“, Mitau 1809, worin er einen Teil Kurlands mit dichterischem Sinn beschreibt. Ferner „Beiträge zur Geschichte des Krieges zwischen Russland und Frankreich in den Jahren 1812 und 1813“, 4 Hefte; sie sind ein lebendiges Spiegelbild der Stimmung jener Zeit und für die Geschichte der zeitweiligen Besitznahme Kurlands durch die Franzosen von Bedeutung.

## Werke
- „Malerische Wanderungen durch Kurland.“ Riga u. Leipzig, Hartmann, 1809 (Google Books). Nachdruck: v. Hirschheydt, Hannover-Döhren, 1974.
- „Erinnerungen von einer Reise nach St. Petersburg im Jahre 1814.“ Hamburg, 1818 (Digitalisat aus dem Bestand des Leibniz-Instituts für Ost- und Südosteuropaforschung).
- „Ikonologie des jetzigen Zeitalters oder Darstellung einiger allegorischer Personen nach heutiger Sitte.“ Riga, Hartmann, 1807.
- „Briefe aus Dorpat und Riga.“ Hamburg, Perthes und Besser, 1818.
- „Gedichte“ mit Christian Erhard Langhansen. Mitau, Steffenhagen, 1818.
- „Libau am 13. Oktober 1808: ein Denkmal für Freunde der Menschheit und des Vaterlandes.“ Mitau, J.F. Steffenhagen und Sohn, 1808.
- „Nachgelassene Gedichte.“ Mitau, Steffenhagen, 1828.
- „Lebensblüthen aus Süden und Norden in Wahrheit und Traum.“ Hamburg, Perthes und Besser, 1816.
- „Kuronia: eine Sammlung vaterländischer Gedichte.“ Mitau, 1806.
- „Lied des blinden lettischen Naturdichters Indrik aus Appricken, im Ausdruck der Gefühle seines Volks gesungen, und übersetzt vom Freyherrn von Schlippenbach.“ Von Indrick, Ulrich von Schlippenbach, Mitau, Steffenhagen, 1820.
- „Liederkranz. Dem Andenken der verstorbenen Frau Herzogin Dorothea von Kurland.“ Mitau, J. F. Steffenhagen und Sohn, 1821.